# Задорожье (Островский район)
Задоро́жье — деревня в Бережанской волости Островского района Псковской области.
Расположена в 5 км к югу от города Остров.
Численность населения деревни по состоянию на 2000 год составляла 52 жителя.